# Michael Bzdel
Michael Bzdel (ur. 21 lipca 1930 w Wishart, stan Saskatchewan, Kanada, zm. 3 kwietnia 2012 w Winnipeg) – ukraiński duchowny greckokatolicki.
Od 16 grudnia 1992 arcybiskup Winnipeg, konsekrowany na biskupa 9 marca 1993. Przeszedł na emeryturę 9 stycznia 2006.